# Souffle vasculaire
Le souffle vasculaire est perçu à l'auscultation d'une artère (par exemple, artère carotide au cou, artère fémorale au pli de l'aine) ; il indique le rétrécissement, par des plaques d'athérome (dépôts graisseux), du diamètre de celle-ci, ou la compression par une cause mécanique à déterminer. On a recours pour cette recherche à l'échographie Doppler vasculaire.
Suivant sa localisation, on distingue les souffles vasculaires :
- abdominal
- carotidien
- temporal.